# Giovanni Battista nelle arti

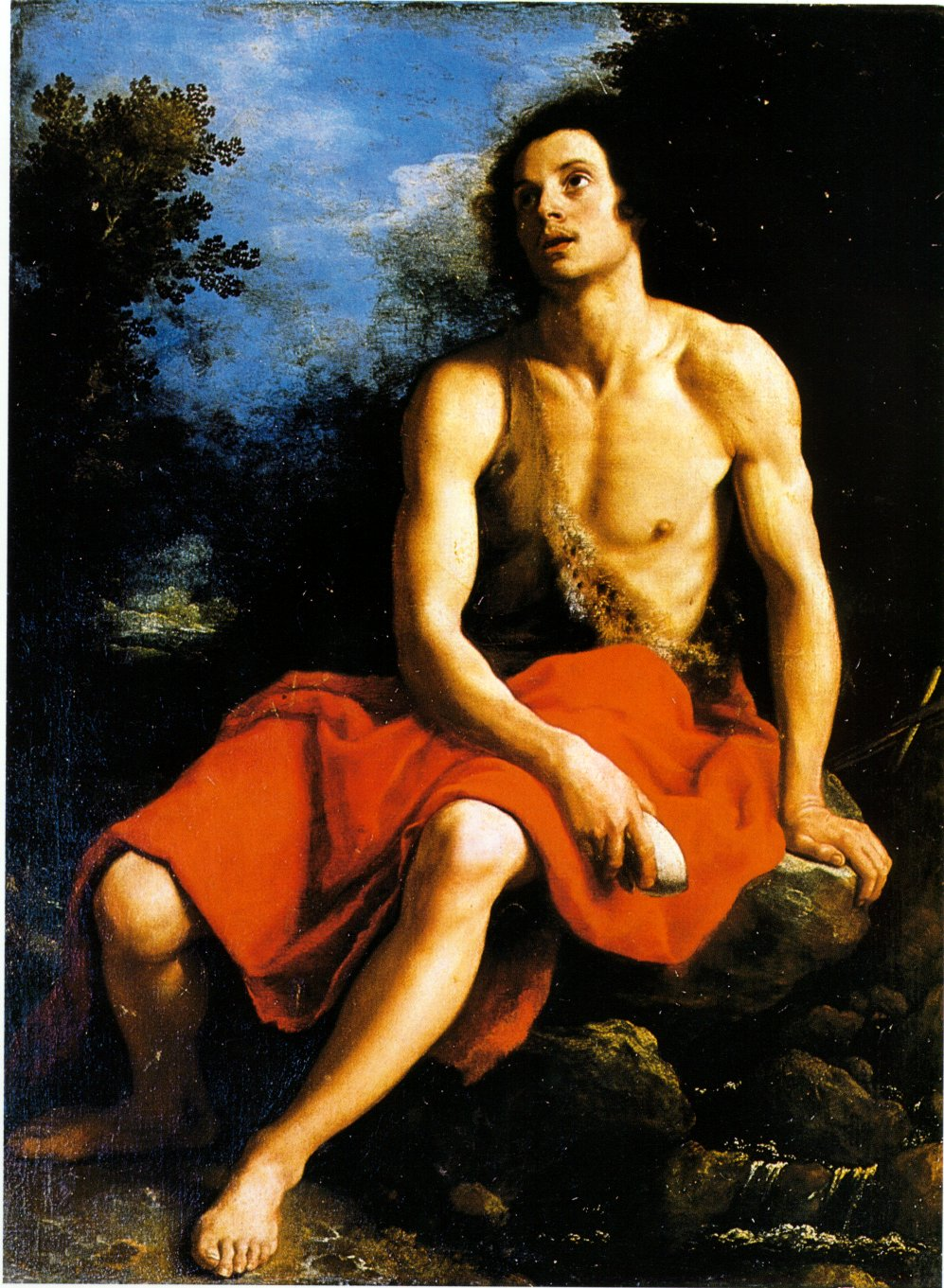
Giovanni Battista nel deserto di Cristofano Allori.

La figura di san Giovanni Battista nelle arti è una delle meglio e maggiormente rappresentate all'interno della storia artistica occidentale a tematica sacra. Molti sono i momenti della sua esistenza che i pittori, e gli autori di arti visive in genere, praticamente in ogni secolo hanno cercato di immortalare secondo le proprie più personali concezioni e punti di vista.

## Nelle arti visive
Praticamente tutti i fatti salienti della vita del Battista sono stati rappresentati nell'iconografia cristiana, soprattutto in pittura, ma anche nella scultura e nelle incisioni, venendo così ad includere le scene e gli episodi più tipici: dall'annunciazione fatta a Zaccaria al momento della nascita, dall'imposizione del nome da parte del padre alla Visitazione, dalla sua partenza verso il deserto alla predicazione al battesimo di Cristo al confronto con Erode, fino alla danza di Salomè e alla morte per decapitazione nella cella della prigione in cui era stato fatto rinchiudere.

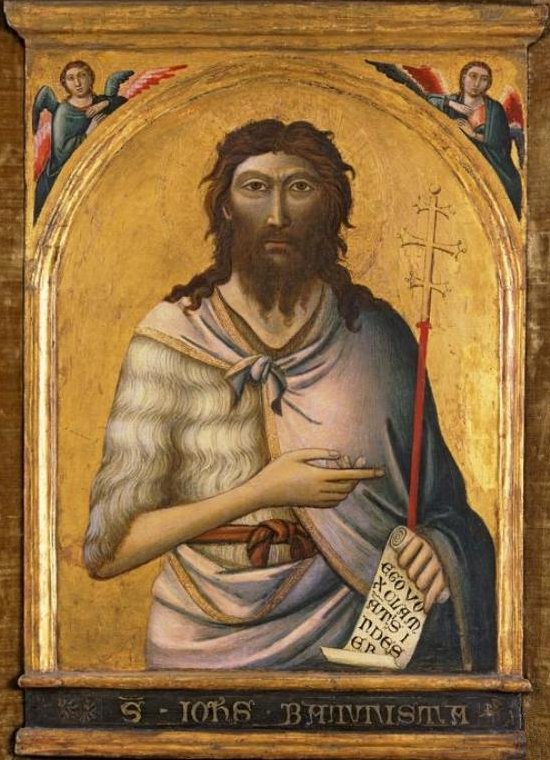
Rappresentazione tradizionale di Giovanni Battista con la sua pelle di animale e il bastone trasversale, di Jacopo del Casentino.

Del 1330 è il San Giovanni Battista di Jacopo del Casentino
Del 1473-73 è San Giovanni Battista di Francesco del Cossa
Del 1496-98 è il Riposo durante la fuga in Egitto con i santi Giovanni Battista e Lucia di Cima da Conegliano
Del 1500 è San Giovanni Battista di Filippino Lippi
Del 1508-1513 è San Giovanni Battista di Leonardo da Vinci
Del 1530 circa è l'Apparizione della Madonna col Bambino ai santi Giovanni Battista ed Evangelista di Dosso Dossi
Del 1540 è San Giovanni Battista di Tiziano Vecellio

### Cicli narrativi completi
Vi è un maestro italiano rimasto anonimo appartenente alla scuola riminese della prima metà del XIV secolo che ha lasciato vari pannelli smembrati e dispersi da un originario polittico.
Alcune opere di autori singoli raccontano praticamente tutti i momenti fondamentali dell'esistenza di Giovanni. Masolino da Panicale le rappresentò nel battistero di Castiglione Olona nel 1435. Giannicola di Paolo nella cappella adiacente alla sala delle Udienze del Collegio del Cambio a Perugia ha creato verso il 1519 un ciclo di affreschi sulle storie della vita del Battista.
La Cappella di San Giovanni Battista, che si trova all'interno del Duomo di Siena, è stata iniziata nel 1482 ed affrescata tra il 1504 e l'anno seguente dal Pinturicchio con le Storie di san Giovanni Battista; qui è stata posta anche la statua di San Giovanni Battista che era stata scolpita nel 1455 da Donatello.
Esiste poi al Musée des Augustins di Tolosa un ciclo di Storie di San Giovanni Battista di un autore olandese rimasto anonimo e databili alla prima metà del XVI secolo.
Un certo numero di scene narrative riguardanti la sua vita vengono spesso mostrate sulla predella delle pale a lui dedicate, o in altre opere, in particolare le serie di affreschi di grandi dimensioni grisaille nel Chiostro dello Scalzo (uno dei più grandi lavori di Andrea del Sarto; ma anche negli affreschi della vita di Domenico Ghirlandaio realizzati per la cappella Tornabuoni nella basilica di Santa Maria Novella a Firenze. V'è infine un altro importante ciclo di affreschi che lo riguarda, quello realizzato da Filippo Lippi nel Duomo di Prato.

### Nascita di Giovanni
I Vangeli evocano in modo diverso alcuni passaggi nella vita di Giovanni Battista, omettere o aggiungendo alcuni dettagli od eventi, e solo il vangelo di Luca menziona in maniera abbastanza particolareggiata le condizioni della sua nascita.
La sua nascita, che a differenza della natività di Gesù ha permesso di presentare figurativamente un interno domestico relativamente benestante, è diventata sempre più popolare durante il tardo medioevo come soggetto pittorico, con le opere di Jan van Eyck nelle Ore di Torino (un codice miniato in parte distrutto) e nei già citati affreschi del Ghirlandaio per i Tornabuoni. Ma anche Beato Angelico, il Tintoretto e Rogier van der Weyden vi si sono cimentati.
Del 1485-90 è la Natività del Battista di Luca Signorelli
Del 1550 è la Natività del Battista di Tintoretto
Del 1526 è la Natività di san Giovanni Battista del Jacopo Pontormo, un desco da parto (un tondo dipinto su entrambi i lati).
Del 1623 è la Nascita di san Giovanni Battista di Artemisia Gentileschi

### Predicatore e asceta
Egli è poi anche variamente raffigurato come un asceta che indossa unicamente una pelle di cammello, come narrato nei quattro Vangeli, o mentre indica direttamente l'Agnus Dei oppure recante un libro o un piatto con un agnello sopra di esso. Nelle icone della Chiesa ortodossa acquisisce spesso anche le ali di un angelo, dal momento che nel Vangelo di Marco (1:2) viene descritto come un "messaggero".
Del 1489 è San Giovanni Battista in meditazione di Hieronymus Bosch
Del 1505 è la Predica del Battista di Raffaello Sanzio
Del 1566 è la Predica di san Giovanni Battista di Pieter Bruegel il Vecchio

### Episodio del battesimo di Cristo
Il battesimo di Gesù fu una delle prime scene sulla vita di Gesù ad esser più frequentemente raffigurate nell'arte paleocristiana ed in esse, oltre allo stesso Gesù, spicca proprio Giovanni la cui figura alta e sottile, e finanche scarna, con una lunga barba era già stata stabilità iconograficamente già a partire dal V secolo. Solamente lui e il Cristo sono sempre stati mostrati con i capelli lunghi, fin dai primissimi tempi del cristianesimo, quando gli altri apostoli avevano una capigliatura più classica. Qui il Battista fa da accompagnamento al personaggio principale costituito dalla figura del Messia dei cristiani.
Del 1303-05 è il Battesimo di Cristo di Giotto, facente parte del ciclo della Cappella degli Scrovegni a Padova.
Del 1440-60 all'incirca è il Battesimo di Cristo di Piero della Francesca
Del 1475-78 è il Battesimo di Cristo di Andrea del Verrocchio, con la collaborazione del giovane Leonardo da Vinci che dipinge il giovane angelo inginocchiato in basso a destra.
Del 1482 è il Battesimo di Cristo di Pietro Perugino, facente parte della decorazione del registro mediano della Cappella Sistina nella Città del Vaticano.
Del 1492 è il Battesimo di Cristo di Cima da Conegliano
Del 1500-02 è il Battesimo di Cristo di Giovanni Bellini
Del 1506 è il Battesimo di Cristo di Andrea Mantegna
Del 1512 è il Battesimo di Cristo di Tiziano Vecellio
Del 1519 è il Battesimo di Cristo del Parmigianino
Del 1523 circa è il Battesimo di Cristo di Bacchiacca
Del 1610 è il Battesimo di Cristo di Battistello Caracciolo

### Assieme con altre figure
Nell'arte bizantina la composizione della Deesis ha finito con l'essere inclusa nella chiesa ortodossa orientale, rimanendovi fino ai tempi attuali; qui Giovanni e la Theotókos (la madre di Dio ovvero la vergine Maria) fiancheggiano un Cristo Pantocratore verso cui intercedono a favore dell'umanità: per molti versi questo è l'equivalente dell'occidentale crocifissione di Gesù posta sopra l'ingresso del coro nelle chiese medioevali. In queste ultime però è generalmente Giovanni evangelista a prendere il posto del Battista (tranne che nell'idiosincratica pala dell'altare di Issenheim.
Giovanni Battista è molto spesso mostrato nelle pale d'altare destinate alle chiese a lui dedicate o dove vi fosse stato qualche altro collegamento di patronato: Giovanni, tra le molte altre città, è anche il santo patrono di Firenze, il che significa che appare tra i santi di supporto in molte tra le opere più caratteristiche ed importanti create appositamente per la città.
Del 1360 circa è l'Altare di san Giovanni Battista di Giovanni del Biondo.
Del 1423-28 è il pannello Santi Girolamo e Giovanni Battista attribuito a Masaccio
Del 1445 è San Giovanni Battista nel deserto di Domenico Veneziano, che costituisce il secondo dei cinque pannelli della predella della Pala di Santa Lucia de' Magnoli.
Del 1504-09 è il Polittico di san Giovanni Battista di Cima da Conegliano
Del 1454 è l'affresco Santi Giovanni Battista e Francesco di Domenico Veneziano

### La morte di Giovanni
La decollazione o decapitazione di San Giovanni Battista è uno dei temi standard nell'arte cristiana ed in cui la testa del santo è spesso raffigurata su un piatto, così com'era stato richiesto dalla figliastra di Erode Antipa, la giovane e seducente Salomè figlia della regina Erodiade.
La sua esecuzione è stata altresì variamente mostrata e col XV secolo alcune scene, come la danza della bella Salomè, sono divenute sempre più popolari, come ad esempio in un'incisione di Israhel van Meckenem ove l'interesse dell'artista è chiaramente quello di metter in bella mostra la vita all'interno della corte di Erode tanto quanto, se non più, la rappresentazione del martirio del santo. 
Nel XIX secolo il pittore simbolista Gustave Moreau rappresentò in numerose opere Salomè con la testa di Giovanni Battista. 
Del 1426 è il Martirio di san Giovanni Battista di Masaccio
Del 1423-1427 è il  Banchetto di Erode di Donatello
Del 1437 è il Banchetto di Erode di Masolino da Panicale
Del 1608 è la Decollazione di san Giovanni Battista di Caravaggio
Del 1875 è L'apparizione, noto come Salomè e la testa di san Giovanni Battista di Gustave Moreau
La poco più che adolescente Salomè che tiene in mano il piatto contenente la testa di Giovanni e altrettanto divenuto uno dei soggetti preferenziali durante il Rinascimento; ciò si è verificato soprattutto nei paesi nordeuropei, in compagnia ed assieme alle immagini di altre donne altrettanto affascinanti quanto pericolose (Dalila, Giuditta ed altre): è stato dipinto più di una volta da Lucas Cranach il Vecchio ed inciso dai piccoli maestri tedeschi. Tali immagini sono rimaste popolari per tutto il periodo del Barocco, con Carlo Dolci che ne ha dipinte almeno tre versioni; la predicazione di Giovanni in un paesaggio all'aperto è stato poi un soggetto popolare nell'arte olandese da Pieter Bruegel il Vecchio ai suoi successori.
Del 1465-70 è la Testa del Battista di Marco Zoppo o Giovanni Bellini
Del 1507 è la Testa di Giovanni Battista di Andrea Solario
Del 1515 circa è la Salomè con la testa del Battista di Tiziano
Del 1527 circa è Salomè con la testa del Battista di Bernardino Luini

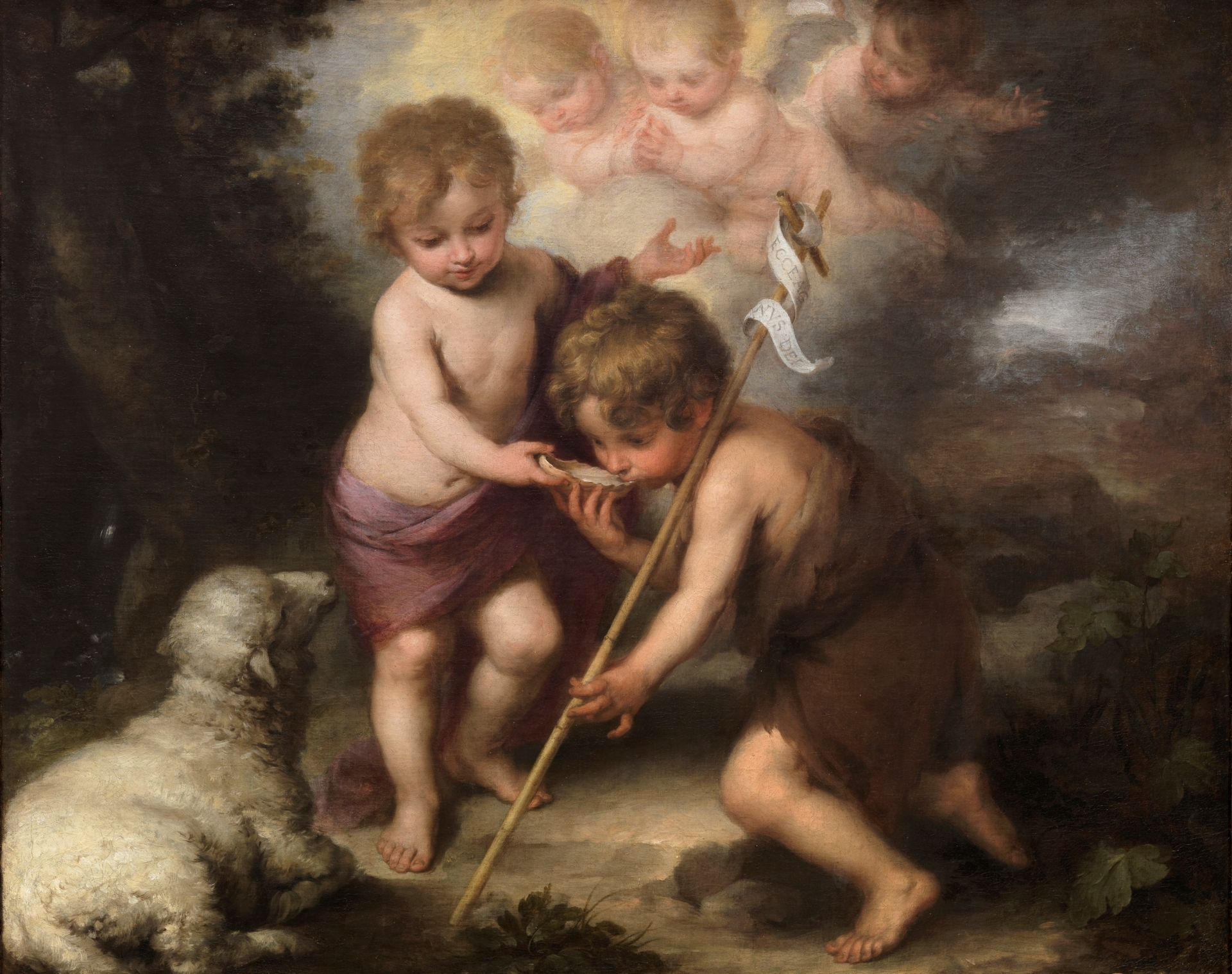
"San Giovannino (a destra) col bambin Gesù" di Bartolomé Esteban Murillo.

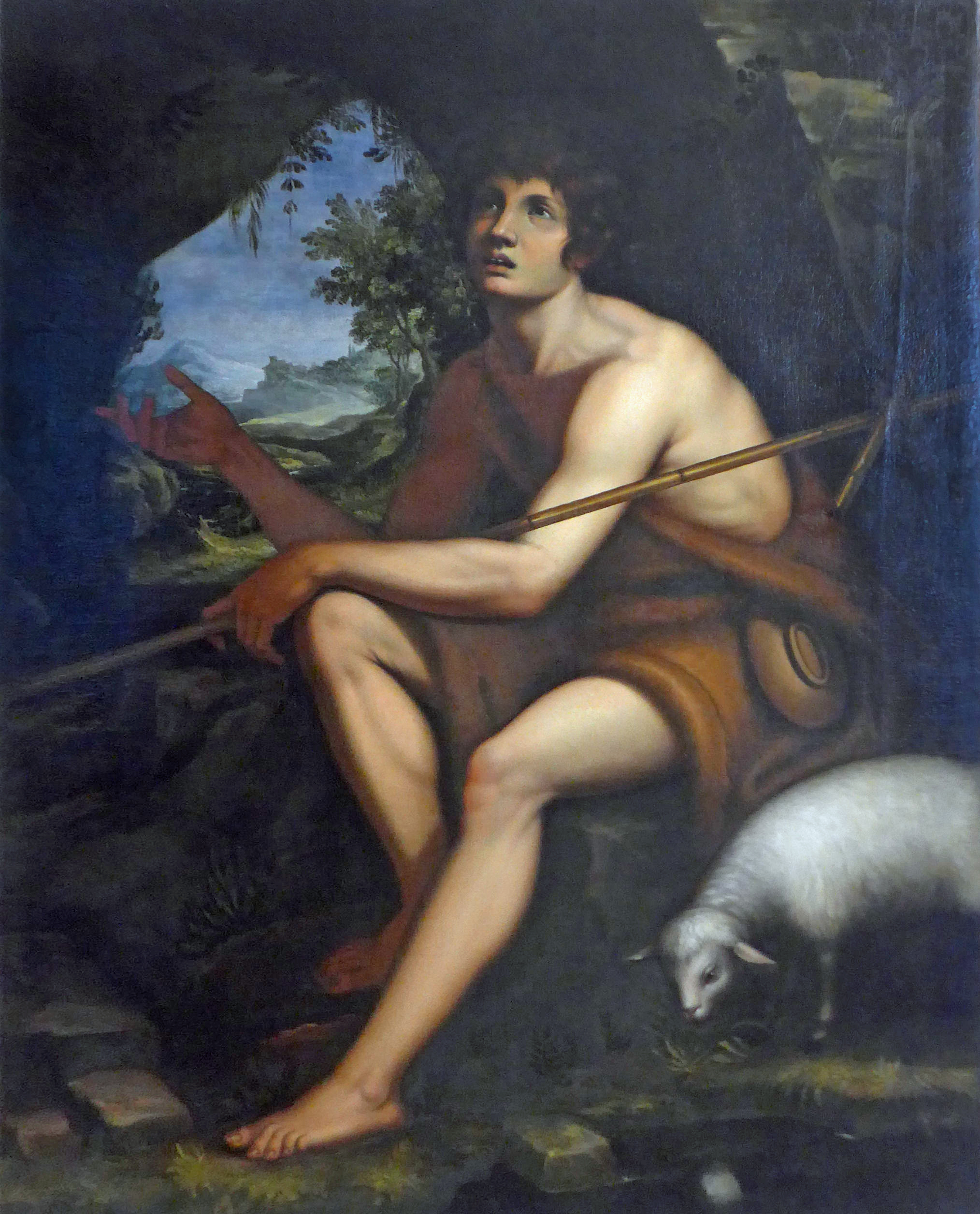
San Giovannino, MAST Castel Goffredo

### Il "San Giovannino"
Come un bambinetto di età variabile (il cosiddetto "san Giovannino") è a volte raffigurato a partire dal XV secolo all'interno di scene familiari della vita di Cristo, come la Candelora o "presentazione di Gesù al Tempio", nello sposalizio della Vergine o nella Sacra Parentela.
Leonardo da Vinci con le sue due versioni della Vergine delle Rocce (Parigi) e Vergine delle Rocce (Londra) ha avuto un'influenza significativa nella creazione di una moda tutta rinascimentale presentando una variazione al tema della Madonna nelle arti, col Bambino in braccio ma inserendovi anche il piccolo Giovanni. Era probabilmente destinato a rappresentare la riunione col cuginetto in terra d'Egitto, a seguito dell'episodio della fuga in Egitto, in cui si crede che Giovanni sia stato condotto direttamente da un angelo a riunirsi alla Sacra Famiglia.
Raffaello Sanzio in particolare dipinse molte composizioni del soggetto, come Belle Jardinière (1507), la Madonna d'Alba (1510), la Madonna Aldobrandini, la Madonna della Seggiola (1513-14) ed infine la Madonna dell'Impannata e che sono alcune tra le sue opere più note.

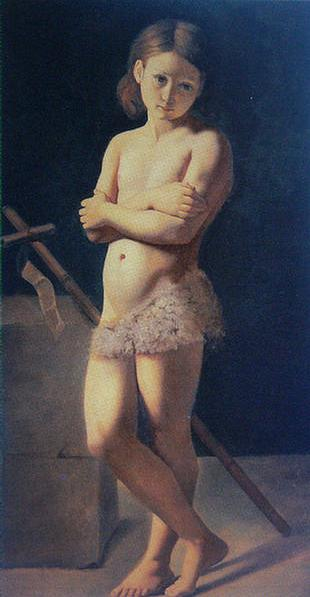
Giovanni Battista da bambino, di Jean Auguste Dominique Ingres.

Si ha la predilezione durante questo periodo storico di raffigurare Giovanni come un bambino o un adolescente, il quale di solito già indossa il suo abito di pelle di cammello che lo contraddistingue e portando un bastone a forma di croce fatta di legno lungo e sottile, altro tema questo influenzato dal San Giovanni Battista di Leonardo. Questa composizione di abito ascetico più bastone a forma di croce è stato in seguito sviluppato, oltre che dallo stesso Raffaello, anche da Tiziano e da Guido Reni tra molti altri. Spesso è accompagnato da un agnello, questo soprattutto nei numerosi dipinti dei primitivi fiamminghi.
Del 1512 è la Natività con i santi Elisabetta e Giovannino del Correggio
Del 1516-17 è San Giovannino nel deserto di Raffaello Sanzio con l'aiuto di Giulio Romano, seguito nel 1518-19 da San Giovannino
Del 1521 è San Giovannino di Rosso Fiorentino
Del 1523 è San Giovannino di Andrea del Sarto
Michelangelo Merisi da Caravaggio produsse un numero particolarmente elevato di opere riguardanti il Battista tra cui almeno cinque "san giovannini" nudi ed appena adolescenti (vedi in particolare la serie di San Giovanni Battista): del 1602 il doppio dipinto San Giovanni Battista (Caravaggio Capitolino-Pamphilj);  del 1602-03 è San Giovanni nel deserto; del 1603-04 un San Giovanni Battista (Caravaggio 1604); del 1605-06 è la Sacra famiglia con san Giovannino (Caravaggio New York); del 1607-08 è il Giovanni Battista alla sorgente; del 1610 sono il cosiddetto San Giovanni Battista (Caravaggio Borghese) presentato a fianco di un giovane ariete e il San Giovanni Battista disteso.
Più altri tre a cui stava lavorando nel momento immediatamente precedente alla morte, cioè la grande Decollazione di san Giovanni Battista (1608), la Salomè con la testa del Battista (Caravaggio Madrid) (1609) ed infine la Salomè con la testa del Battista (Caravaggio Londra) (1607 circa).

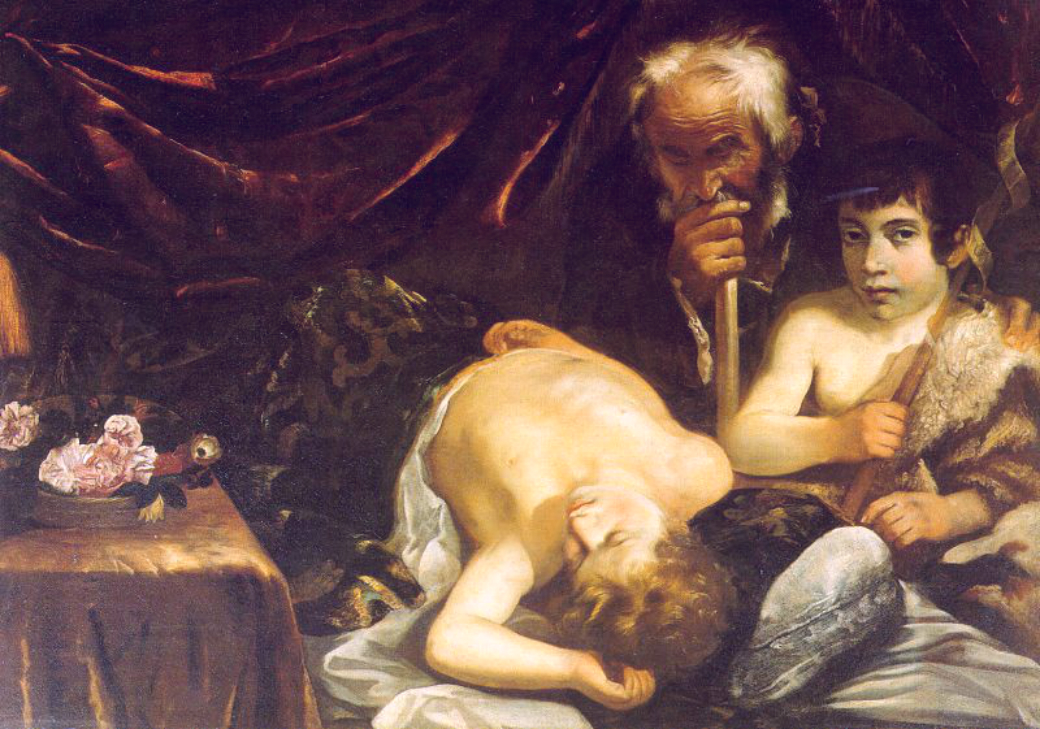
Gesù dormiente con San Zaccaria e san Giovannino (1630-40), di Guido Cagnacci.

Del 1630-40 circa è Gesù dormiente con San Zaccaria e san Giovannino di Guido Cagnacci
Un notevole ritratto di Giovanni, questa volta proveniente dai preraffaeliti è il Cristo nella casa dei genitori di John Everett Millais: qui il Battista è mostrato come un bambino, con indosso solamente una pelle d'animale che gli avvolge i lombi mentre s'affretta a portare una ciotola d'acqua per lenire la ferita che il piccolo Gesù si è appena fatta ad una mano con un chiodo, il tutto all'interno della falegnameria del padre.
L'interesse del tema artistico ha goduto di una notevole ripresa nella seconda metà del XIX secolo, con i pittori affiliati alla corrente del simbolismo come Gustave Moreau e Puvis de Chavannes.

## Letteratura
Nell'ambito più prettamente letterario il personaggio di Giovanni Battista appare molto più raramente rispetto alla pittura, per lo più come figura di contorno all'interno della narrazione della vita di Gesù o in alcune opere indipendenti dedicate alla sua morte, soprattutto a causa del riferimento alla danza di Salomè; figura quest'ultima di giovinetta che ha attirato l'attenzione di vari scrittori e poeti.
Il poeta francese Stéphane Mallarmé iniziò nel 1864 il poema intitolato Erodiade, mai però portato a termine.
Gustave Flaubert ha scritto il racconto Erodiade nel 1877
L'opera teatrale Salomè (1891) del drammaturgo e poeta irlandese Oscar Wilde e corredata dalle illustrazioni originali di Aubrey Beardsley, ha dato origine ad alcune tra le sue immagini più memorabili.

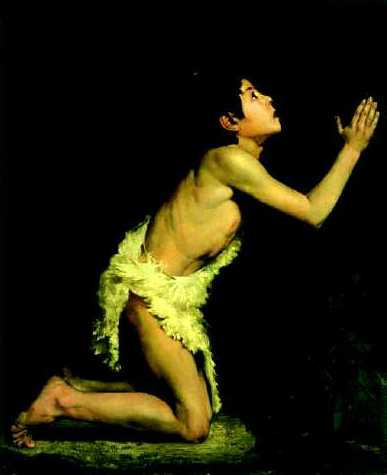
San Giovanni Battista di Emile Thivier.